# كريس إيفانز (رجل أعمال)
كريس إيفانز (بالإنجليزية: Chris Evans)‏ هو مقدم تلفزيوني وشخصية أعمال وتاجر ودي جيه ورائد أعمال ومنتج تلفزيوني بريطاني، ولد في 1 أبريل 1966 في وارينغتون في المملكة المتحدة.

## وصلات خارجية
- كريستوفر إيفانز على موقع IMDb (الإنجليزية)
- كريستوفر إيفانز على موقع ميوزك برينز (الإنجليزية)
- كريستوفر إيفانز على موقع قاعدة بيانات الفيلم (الإنجليزية)
- كريستوفر إيفانز على موقع كينوبويسك (الروسية)